# Damasławek
Damasławek è un comune rurale polacco del distretto di Wągrowiec, nel voivodato della Grande Polonia.
Ricopre una superficie di 104,68 km² e nel 2004 contava 5 547 abitanti.